# Laura Lee
Laura Lee (Detroit, Míchigan, 9 de marzo de 1945) es una cantante de soul estadounidense conocida por su especial sentido del humor.
Grabó en los estudios Fame en Muscle Shoals para la discográfica Chess, y más tarde para Hot Wax. En muchas de sus canciones se palpaba un aire feminista. Su música, con un cierto aire sexy, anticipó a otras cantantes de soul como Millie Jackson y Denise LaSalle. Cultivó el estilo conocido como southern soul, pero también trabajó dentro del country soul, como en su versión del clásico de Penn Oldham "Uptight Good Man". Para algunos, Laura Lee fue una de las figuras del soul con mayor versatilidad y sentido estético, pero no ha pasado a la posteridad como otros de sus contemporáneos. Algunos de sus éxitos son "Women's love rights", "Wedlock is a padlock", "Rip off" y "Love and liberty".

## Discografía
| Año  | Título                 | Discográfica |
| ---- | ---------------------- | ------------ |
| 1971 | A woman's love rights  |              |
| 1972 | Love more than pride   |              |
| 1972 | Two sides of Laura Lee |              |
| 1974 | I can't make it alone  |              |